# Charlotte Paulsen

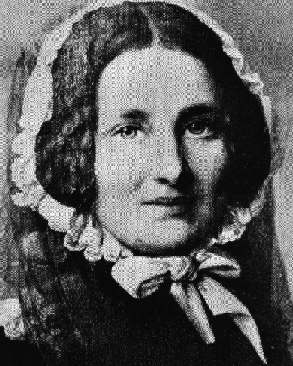
Charlotte Paulsen

Charlotte Paulsen (geborene Thornton; * 4. November 1797 in Othmarschen; † 15. November 1862 in Hamburg) war eine deutsche Sozialreformerin und Frauenrechtlerin.

## Kindheit und Jugend
Charlotte wuchs auf als viertes von 14 Kindern des wohlhabenden Bankiers John Thornton (1764–1835) und seiner zweiten Frau Maria Elisabeth Grupen, einer Tochter des Konsistorialrats Grupen aus Celle. Die Familie Thornton war englischer Herkunft, und Charlottes Vater wickelte zusammen mit seinem Partner, John Power, die Finanzaktionen zwischen hamburgischen und englischen Partnern ab. Charlotte wurde weitgehend von Gouvernanten erzogen und erlernte nach den Erfordernissen ihres Standes Englisch, Französisch und gesellschaftliches Benehmen. Charlotte selbst sagte einmal, sie sei zu einer „Anstandsfigur“ erzogen worden. In ihrer Kindheit wurden ihr der Anblick von Armut und Elend erspart; so erfuhr sie auch nicht, dass über die Hälfte aller Hamburger am Rande des Existenzminimums lebten.
Nachdem die Franzosen in Hamburg eingezogen waren, wurde die Stadt 1810 dem Kaiserreich Frankreich einverleibt (s. auch Napoléon Bonaparte). Da Charlottes Vater Geschäftsbeziehungen zu England hatte, wurde er von den Franzosen als Konspirateur verdächtigt. Durch Zahlung eines hohen Lösegelds entging er der Deportation. Als im März 1813 die Franzosen vor den heranrückenden russischen Truppen abzogen, verliebte sich Charlotte in den Adjutanten des Generals Tettenborn, welcher bei den Thorntons logierte. Eine rasche Verlobung mit dem jungen Adjutanten, Herrn von Lachmann, folgte, wurde aber sehr bald wieder aufgelöst, da der Vater dem jungen Mann „Leichtlebigkeit“ vorwarf. Kurz darauf kehrten die Franzosen nach Hamburg zurück und die Familie Thornton floh zu Verwandten nach London. Ihren Aufenthalt in London bezeichnete Charlotte rückblickend als Glanzzeit ihres Lebens. Charlotte war beliebt und wurde wegen ihrer Schönheit umschwärmt.
Als die Familie 1814 nach Hamburg zurückkehrte, hatten sich die Lebensumstände stark verändert. Aufgrund finanzieller Nöte (welche zum größten Teil auf die Kontinentalsperre zurückzuführen waren) wurde Charlotte kurz vor ihrem 17. Geburtstag mit dem zwanzig Jahre älteren Makler Andreas Christian Paulsen verheiratet. Am 1. Oktober 1815 wurde das einzige Kind dieser Konvenienzehe geboren, die Tochter Elisabeth. Andreas Paulsen bot Charlotte materielle Sicherheit und war auch sonst ein feinfühliger und toleranter Ehemann. Charlotte wurde eine liebevolle Mutter, die ihre Tochter persönlich unterrichtete und sich selbst weiterbildete. Sie führten ein harmonisches Familienleben. Die Tochter Charlotte Elisabeth heiratete 1833 den Oldesloer Apotheker Julius Theodor Lorentzen.

## Zeiteinflüsse
Der Schwiegersohn wurde für Charlotte zu einem wichtigen Gesprächspartner, der ihr die ersten Impulse demokratischer Gedanken und Ideen vermittelte und sie dazu anregte, sich Gedanke über die Zeitlage sowie über theologische und philosophische Fragen zu machen. Nach dem frühen Tod ihres Schwiegersohns (1837) und einiger ihrer Enkelkinder adoptierten Charlotte und ihr Mann eine weitere Tochter, die kleine Marie, deren Erziehung sich Charlotte intensiv widmete.
Es war nicht nur die Zeit des Biedermeier, sondern auch des Vormärz. Nach der Pariser Julirevolution von 1830 ging eine Protestwelle durch Deutschland. Es folgten Bürgerproteste und philosophische Freiheitsprogramme, politisch denkende Frauen wurden von dieser demokratischen und emanzipatorischen Protestwelle mitgerissen. Auch Charlotte Paulsen wurde davon beeinflusst und verspürte den Drang „mehr zu tun“. Sie entschloss sich, dem weiblichen Verein zur Armen- und Krankenpflege, der 1832 nach der Choleraepidemie von Amalie Sieveking gegründet worden war, beizutreten, wurde von dieser jedoch wegen ihrer zu „freisinnigen“ Ideen abgewiesen.

## Soziales Engagement
So trat Charlotte Paulsen schließlich in den Frauenverein der Loge „Zur Brudertreue an der Elbe“ ein. Kurz darauf, 1848, wurde sie auch Mitglied der „Deutschkatholischen Gemeinde“. Diese Vereinigung gehörte zu den freireligiösen, die auf basisdemokratischer Grundlage, durch Mitbestimmung aller Gemeindeglieder, besonders auch durch Beteiligung der Frauen, ein nicht an die Konfession gebundenes tätiges Christentum praktizieren wollten. In dieser Gemeinschaft lernte sie unter anderem Emilie Wüstenfeld, Bertha Traun (siehe Bertha Ronge) und deren Schwestern Margarete und Amalie sowie Johanna Goldschmidt kennen. Zu Emilie Wüstenfeld entwickelte sich eine besonders freundschaftliche Beziehung.
Nachdem die 1848er Revolution gescheitert war, beschlossen die Frauen, durch bewusste Kindererziehung eine neue, freie Generation heranzubilden. Friedrich Fröbel hatte bereits 1840 die deutschen Frauen zur Gründung allgemeiner deutscher Kindergärten aufgerufen und damit den Anstoß für die Kindergartenbewegung gegeben, die von demokratischen Kreisen getragen, für die bürgerliche Frauenbewegung von großer Wichtigkeit war. Es wurden zu dieser Zeit auch „Bewahrschulen“, Kindertagesheime, errichtet.
Außerdem gründete Charlotte Paulsen im März 1849 den Frauenverein für Armenpflege. Sie sammelte bei den wohlhabenden Hamburgern Geld, ermöglichte armen Paaren die Eheschließung, versorgte Kranke und Wöchnerinnen mit Suppe und vermittelte Arbeitsstellen. Amalie Sieveking sah allerdings in Charlotte Paulsen eine Konkurrentin und bezeichnete sie als unsittlich und ungläubig.

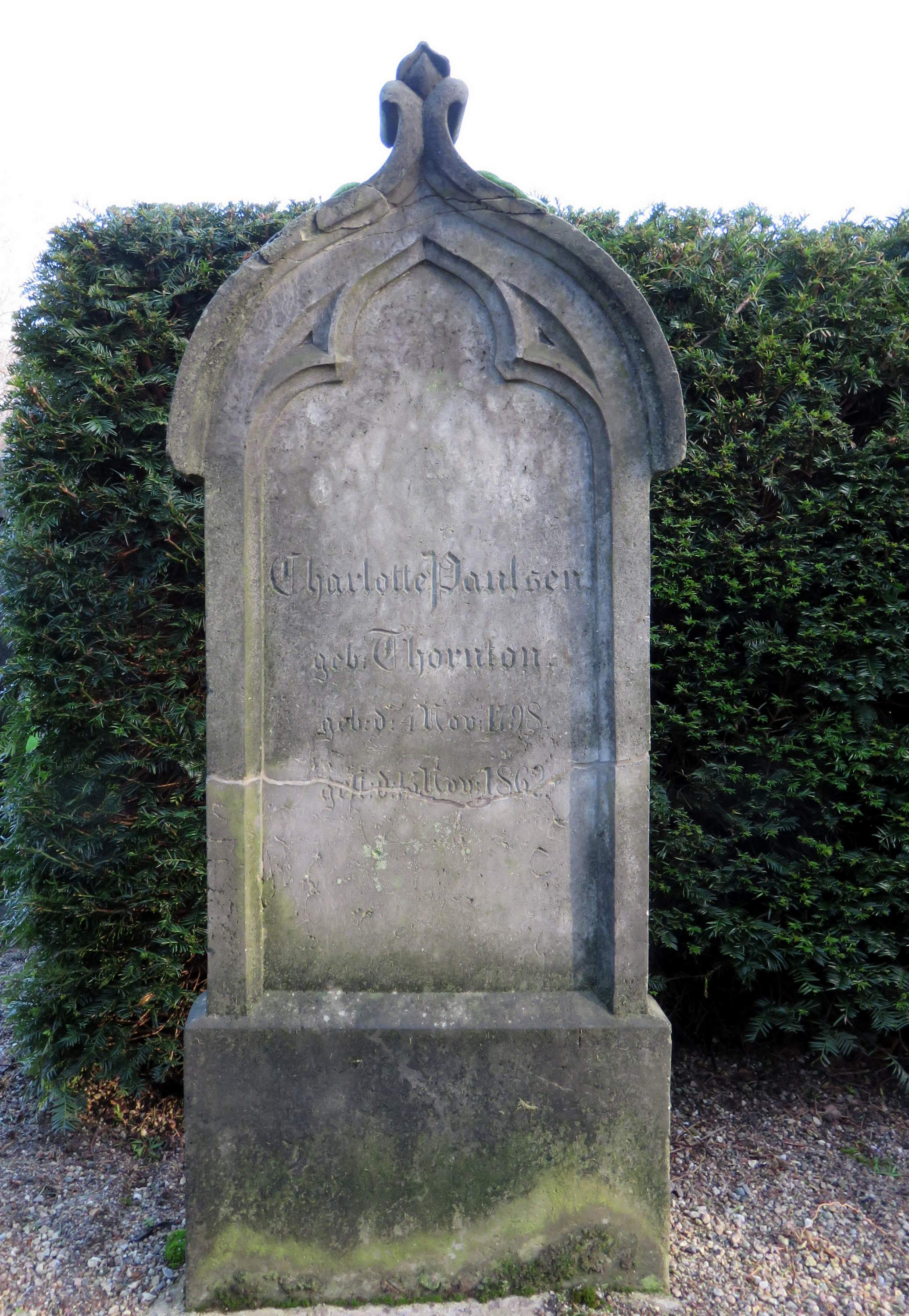
Grabmal Freilichtmuseum Heckengarten, Friedhof Ohlsdorf

Da es in Hamburg damals noch keine allgemeine Schulpflicht gab, wollten die Frauen eine vereinseigene Schule gründen, damit auch den armen Kindern die Möglichkeit gegeben war, eine Schule zu besuchen. So unterrichteten die Frauen Gruppen von über 20 Kindern, was allerdings kurze Zeit später aufgrund der fehlenden Lehrkonzession verboten wurde. Um den Unterricht fortführen zu können, reduzierten sie die Gruppen auf 12 Kinder und unterrichteten sie in privaten Wohnungen, die Wohlhabende bereitgestellt hatten. Nun wurde den Frauen vorgeworfen, dass sie in den Schulkursen keinen Religionsunterricht erteilen würden, worauf sie sich mit dem Hinweis auf ihr Grundprinzip der konfessionellen Unabhängigkeit wehrten. Nach langem Hin und Her gelang es den Frauen, eine Lehrerin mit der erforderlichen Konzession zu finden, um eine Schule zu eröffnen. Nun gab es keinen Einwand mehr. 1856 wurde die Schule mit 60 Kindern „An der Fuhlentwiete“ neu eröffnet.
Charlotte Paulsen arbeitete weiterhin mit ganzer Kraft für ihren Armenverein, setzte sich aber gleichzeitig für konfessionelle und politische Freiheit ein und war eine Verfechterin der Frauenemanzipation. Nach dem Tod ihres Mannes am 16. Dezember 1855 waren ihre finanzielle Mittel erschöpft. Sie lebte einige Zeit mit den Kindern in der Bewahranstalt, bis sie in eine kleine Wohnung an der Mundsburg zog. Einfach gekleidet streifte sie fast täglich durch die Straßen, um den Armen und anderen Bedürftigen zu helfen. So ging sie als „Mutter Paulsen“ in die Hamburger Erinnerung ein. Nach ihrem Tod 1862 wurde sie auf dem St. Gertrudenkirchhof in einem Armensarg beerdigt.
Charlotte Paulsens größter Wunsch, eine gemeinsame Erziehungsanstalt für Kleinkinder und Schüler zu schaffen, konnte erst nach ihrem Tod erfüllt werden: Am 3. November 1866 wurde diese Anstalt eröffnet. Als Erinnerung und Zeichnen der Verehrung erhielt dieses Haus den Namen der Gründerin des Frauenvereins "Paulsenstift". In dieser Tradition trägt heute das Charlotte-Paulsen-Gymnasium in Hamburg-Wandsbek ihren Namen.

## Texte
- Anzeigen gemischter Art. Der zweite Bürger-Kindergarten. In: Hamburger Nachrichten. 27. Juli 1850, Seite [3], (Digitalisat)
- Vaterstädtische Blätter. Die nicht gestörte Ruhe und ein Volks-Kindergarten. In: Priviligierte wöch. gemeinnützige Nachrichten von und für Hamburg. 2. Juni 1849, Seite [6], (Digitalisat)